# THOC1
THOC1‏ (THO complex 1) هوَ بروتين يُشَفر بواسطة جين THOC1 في الإنسان.